# Joseba Álvarez
Joseba Álvarez Forcada (San Sebastián, 10 de junio de 1959) es un político español de ideología independentista vasca. Fue parlamentario vasco (2001-05) por la coalición independentista Euskal Herritarrok. Fue dirigente de la antigua Herri Batasuna y posteriormente de la ilegalizada Batasuna.

## Perfil personal
Joseba Álvarez nació en San Sebastián el 10 de junio de 1959. Es hijo de José Luis Álvarez Enparantza, Txillardegi, fallecido escritor, político y uno de los teóricos más influyentes del nacionalismo vasco. Txillardegi fue uno de los fundadores de ETA en la década de 1950 y posteriormente de Herri Batasuna en la década de 1970. Su madre es Ione Forcada.
Joseba Álvarez realizó estudios de Magisterio, que completó con un posgrado en planificación de lenguas. En la web del Parlamento Vasco se indica como su profesión normalizador de la lengua, aunque la mayor parte de su vida ha estado dedicado a la política, siempre en las filas de las distintas formaciones de la izquierda abertzale. Álvarez está casado y tiene dos hijos.

## Carrera política
Joseba Álvarez comenzó su carrera política como candidato a las Juntas Generales de Guipúzcoa en 1987. También fue concejal de Herri Batasuna en el ayuntamiento de San Sebastián.
En 1992 Álvarez fue elegido para formar parte de la Mesa Nacional de Herri Batasuna. Sus responsabilidades estuvieron en las áreas de cultura y euskera; y educación y deportes.
En la campaña de las Elecciones Generales de 1996, Herri Batasuna difundió un video del grupo terrorista ETA en las cuñas publicitarias gratuitas que tenía durante la campaña. Por este hecho, la Audiencia Nacional abrió una causa por el delito de colaboración con banda armada contra todos los miembros de la Mesa Nacional de HB, entre ellos el propio Joseba Álvarez. Cuando el 5 de febrero de 1997 fue llamado a declarar, Álvarez huyó a Bélgica junto con otros dirigentes de Herri Batasuna para evitar su procesamiento.
Tras regresar a España, fue detenido en la frontera de Irún y encarcelado. El Tribunal Supremo le condenó por ese delito, pero tras permanecer 20 meses en la cárcel, el 20 de julio de 1999 el Tribunal Constitucional anuló la sentencia del Supremo y todos los miembros de la Mesa Nacional, entre ellos Álvarez, fueron liberados.
En 2000 fue elegido de nuevo por la Asamblea Nacional de HB para formar parte de la Mesa Nacional, esta vez como responsable de euskera. En las elecciones autonómicas del 13 de mayo de 2001, Álvarez fue elegido parlamentario vasco como candidato de la plataforma Euskal Herritarrok, en la que se integraba Herri Batasuna.
Cuando en 2001 HB se refundó en el partido político Batasuna, Álvarez fue elegido de nuevo miembro de la Mesa Nacional de la nueva formación política. Buen dominador del francés, esta vez fue elegido responsable de las relaciones internacionales de la nueva formación política. Como parlamentario, pasó a formar parte del Grupo Parlamentario de Batasuna y posteriormente, cuando esta formación fue ilegalizada en virtud de la Ley de Partidos de Sozialista Abertzaleak.
Unos pocos días después de que cesara de su cargo de parlamentario vasco al agotarse la legislatura, el 28 de febrero de 2005, el juez Baltasar Garzón le procesó por un delito de integración en organización terrorista, al igual que otros muchos dirigentes de Batasuna. Según palabras textuales del procesamiento Álvarez es uno de los dirigentes que han formado o forman parte de la dirección de Batasuna con perfecto conocimiento y alcance de la integración de ésta en el marco del complejo terrorista liderado por ETA. Además el juez le acusó de haber viajado en 2002 a Uruguay para interesarse por la situación del colectivo de militantes de ETA allí existente y que en 2004 participó en una manifestación de solidaridad con los presos de ETA y en el homenaje a una etarra.
Posteriormente sería de nuevo encausado como responsable de los incidentes ocurridos en una huelga convocado por la muerte de dos presos de ETA, el 9 de marzo de 2006. En esta ocasión, sin embargo, el juez Fernando Grande-Marlaska decretaría que no procedía encausarle por estos hechos.
En mayo de 2006 sería contratado como asesor del Partido Comunista de las Tierras Vascas en el Parlamento Vasco. Algunos medios de comunicación aludieron a este hecho como prueba de los vínculos existentes ente el PCTV y la ilegalizada Batasuna.
Joseba Álvarez es uno de los dirigentes de la ilegalizada Batasuna que suele realizar declaraciones públicas como portavoz de la misma. Como representante del aparato internacional de Batasuna su labor ha sido en los últimos años recabar en el extranjero apoyos para el proceso de paz y de captar el mayor número posible de observadores e intermediarios internacionales.
El Diario ABC publicó en junio de 2007 que Álvarez actuó como enlace entre ETA y Batasuna, durante las fallidas negociaciones entre ETA y el Gobierno Español durante la Tregua de ETA de 2006.
El 2 de octubre de 2007, por orden del juez Baltasar Garzón, la policía detuvo a Álvarez en San Sebastián, junto con Oihana Agirre, representante de la organización Amnistiaren Aldeko Mugimendua (Movimiento en Favor de la Amnistía). Ambos fueron acusados de haber incurrido en reiteración delictiva por pertenencia a organización terrorista. Es decir, Álvarez fue acusado, de seguir ejerciendo de dirigente de Batasuna, a pesar de la causa que había abierta contra él por este hecho. Dos días más tarde fue encarcelado, permaneciendo en prisión preventiva hasta el 27 de marzo de 2010 en que fue puesto en libertad bajo fianza.